# Freak ’n’ Roll... Into the Fog
Freak ’n’ Roll ...Into the Fog: The Black Crowes, All Join Hands, The Fillmore, San Francisco  ist ein Konzertmitschnitt eines Auftritts der amerikanischen Rockband The Black Crowes im berühmten The Fillmore (ehemals Fillmore Auditorium) am 6. August 2005, der ursprünglich vom amerikanischen High Definition TV-Sender HDNet gesendet wurde und darauf als DVD, Blu-ray HD und später auch als Tonaufnahme auf CD veröffentlicht wurde.
Die Show wurde als zweites von fünf Konzerten, die die Black Crowes im Fillmore spielten, aufgenommen. Neben der im Frühjahr 2005 wieder vereinten Band standen wie üblich Mona Lisa Young und Charity White als Backgroundsängerinnen auf der Bühne. Ungewöhnlich war jedoch die Begleitung durch Dave Ellis & The Left Coast Horns, eine Bläsergruppe.

## Titelliste
1. (Only) Halfway to Everywhere
2. Sting Me
3. No Speak No Slave
4. Soul Singing
5. Welcome to the Goodtimes
6. Jealous Again
7. Space Captain (Matthew Moore)
8. My Morning Song
9. Sunday Night Buttermilk Waltz
10. Cursed Diamond
11. She Talks to Angels
12. Wiser Time
13. Non Fiction
14. Seeing Things
15. Hard to Handle
16. Let Me Share the Ride
17. Mellow Down Easy
18. Remedy
19. The Night They Drove Ol’ Dixie Down (Robbie Robertson)

## Personal
- Chris Robinson – Gesang, Mundharmonika
- Rich Robinson – Gitarre, Gesang
- Marc Ford – Gitarre, Gesang
- Steve Gorman – Schlagzeug, Percussion
- Sven Pipien – Bass
- Ed Hawrysch – Keyboards
- Mona Lisa Young – Backgroundgesang
- Charity White – Backgroundgesang

### Left Coast Horns
- David Ellis – Tenorsaxofon
- Gavin Distasi – Trompete
- Joshi Marshall – Altsaxofon
- Marty Wehner – Posaune